# بک احمد
 بَک احَمدَ  یا بیک احمد، نام منطقه‌ای کشاورزی در بخش کوخرد شهرستان بستک در غرب استان هرمزگان در جنوب ایران واقع شده‌است. 
بَک احَمدَ در بادیه جنوبی کوخرد واقع شده‌است.

## محدوده بَک احَمدَ
از شمال رودخانه مهران، از جنوب کوه خآب، از مغرب مزاجان و سد بز، وازسمت مشرق به بشکرو محدود می‌گردد.

## نخلستان بَک احَمدَ
نخلستان‌هایی گسترده ودرختان خرمای مختلفی در منطقه بَک احَمدَ وجود دارد. و زمین حاصل‌خیز مناسبی دارد، مردم کوخرد در زمین آن جو و گندم کشت می‌کنند، یک باب آب‌انبار (برکه) و چند چاه آب دارد.
از نخلستانهای بَک احمد خُرما و تمام مشتقات آن به کوخرد حمل می‌شود.

## آثار
آثار منازل قبیله شیخ ابوالقاسم در آنجا باقی مانده‌است، این خانه‌ها از کاه و گل و سنگ ساخته بودند.

## فهرست منابع و مآخذ
- محمدیان، کوخردی، محمد ، “ «به یاد کوخرد» “، ج۲. چاپ اول، دبی: سال انتشار ۲۰۰۳ میلادی.
- نگاره‌ها از: محمد محمدیان.
- الکوخردی، محمد، بن یوسف، (کُوخِرد حَاضِرَة اِسلامِیةَ عَلی ضِفافِ نَهر مِهران Kookherd, an Islamic District on the bank of Mehran River) الطبعة الثالثة، دبی: سنة ۱۹۹۷ للمیلاد.
- محمدیان، کوخردی، محمد، (شهرستان بستک و بخش کوخرد) ، ج۱. چاپ دوم، دبی: سال انتشار ۲۰۰۵ میلادی.